# Černíny
Obec Černíny (německy Tschernin) se nachází v okrese Kutná Hora, kraj Středočeský, asi 14 km jižně od Kutné Hory. Žije zde 426 obyvatel.
Obec leží na regionální železniční trati Kutná Hora – Zruč nad Sázavou.

## Části obce
- Černíny
- Bahno
- Hetlín
- Krasoňovice
- Předbořice
- Zdeslavice

V letech 1960–1990 k obci patřily i Štipoklasy.

## Historie
První písemná zmínka o obci pochází z roku 1327.

### Územněsprávní začlenění
Dějiny územněsprávního začleňování zahrnují období od roku 1850 do současnosti. V chronologickém přehledu je uvedena územně administrativní příslušnost obce v roce, kdy ke změně došlo:
- 1850 země česká, kraj Pardubice, politický i soudní okres Kutná Hora[5]
- 1855 země česká, kraj Čáslav, soudní okres Kutná Hora
- 1868 země česká, politický i soudní okres Kutná Hora
- 1939 země česká, Oberlandrat Kolín, politický i soudní okres Kutná Hora[6]
- 1942 země česká, Oberlandrat Praha, politický i soudní okres Kutná Hora[7]
- 1945 země česká, správní i soudní okres Kutná Hora[8]
- 1949 Pražský kraj, okres Kutná Hora[9]
- 1960 Středočeský kraj, okres Kutná Hora
- 2003 Středočeský kraj, obec s rozšířenou působností Kutná Hora

### Rok 1932
V obci Bahno (přísl. Krasoňovice, 311 obyvatel) byly v roce 1932 evidovány tyto živnosti a obchody: družstvo pro rozvod elektrické energie v Bahně-Krasoňovicích, 2 hostince, kovář, mlýn, obuvník, obchod se smíšeným zbožím, trafika.

## Doprava
Dopravní síť
- Pozemní komunikace – Obcí prochází silnice II/126 Kutná Hora - Černíny - Zbraslavice - Zruč nad Sázavou.

- Železnice – Obcí vede železniční trať 235 Kutná Hora - Zruč nad Sázavou. Jedná se o jednokolejnou regionální trať, zahájení dopravy bylo roku 1905. Na území obce leží železniční zastávky Černíny, Předbořice, Bahno a Krasoňovice.

Veřejná doprava 2011
- Autobusová doprava – V obci měly zastávky příměstské autobusové linky Kutná Hora-Zruč nad Sázavou (v pracovních dnech 6 spojů) a v zastávce Zdeslavice,rozcestí linka Čáslav-Zruč nad Sázavou (v pracovních dnech 3 spoje) (dopravce Veolia Transport Východní Čechy, a. s.).

- Železniční doprava – Tratí 235 jezdilo v pracovních dnech 11 párů osobních vlaků, o víkendu 7 párů osobních vlaků.

## Galerie

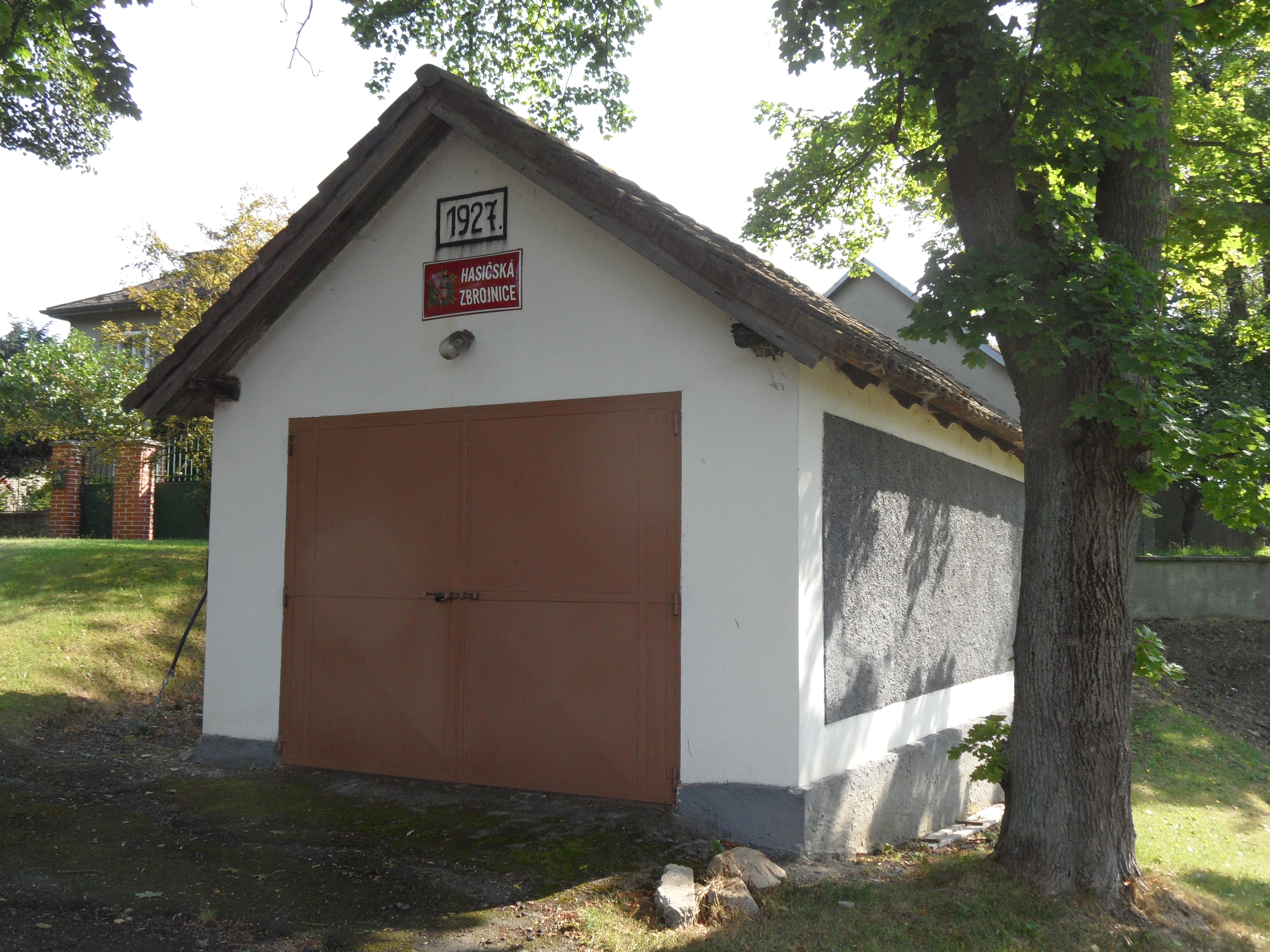
Hasičská zbrojnice z roku 1927
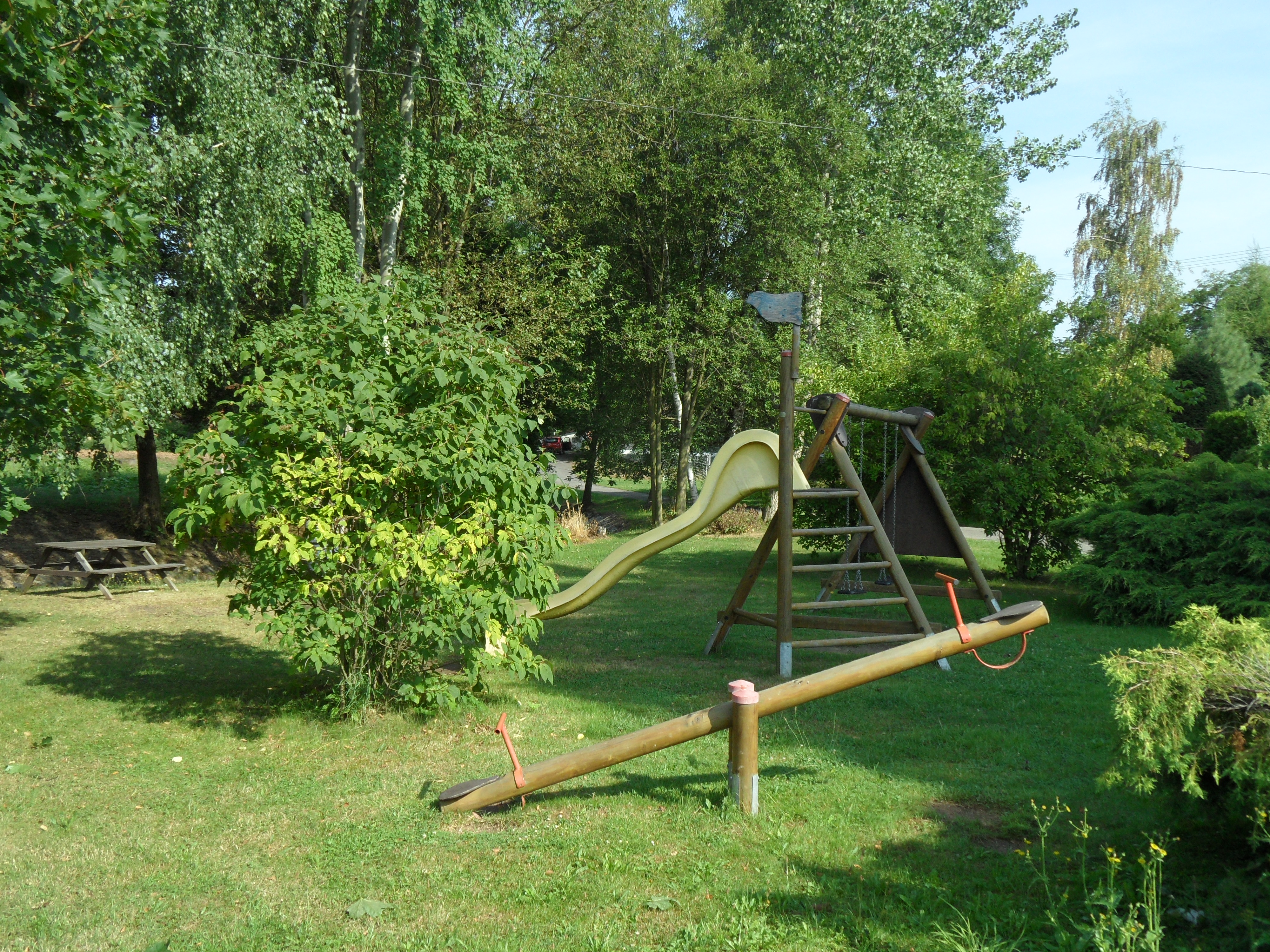
Dětské hřiště
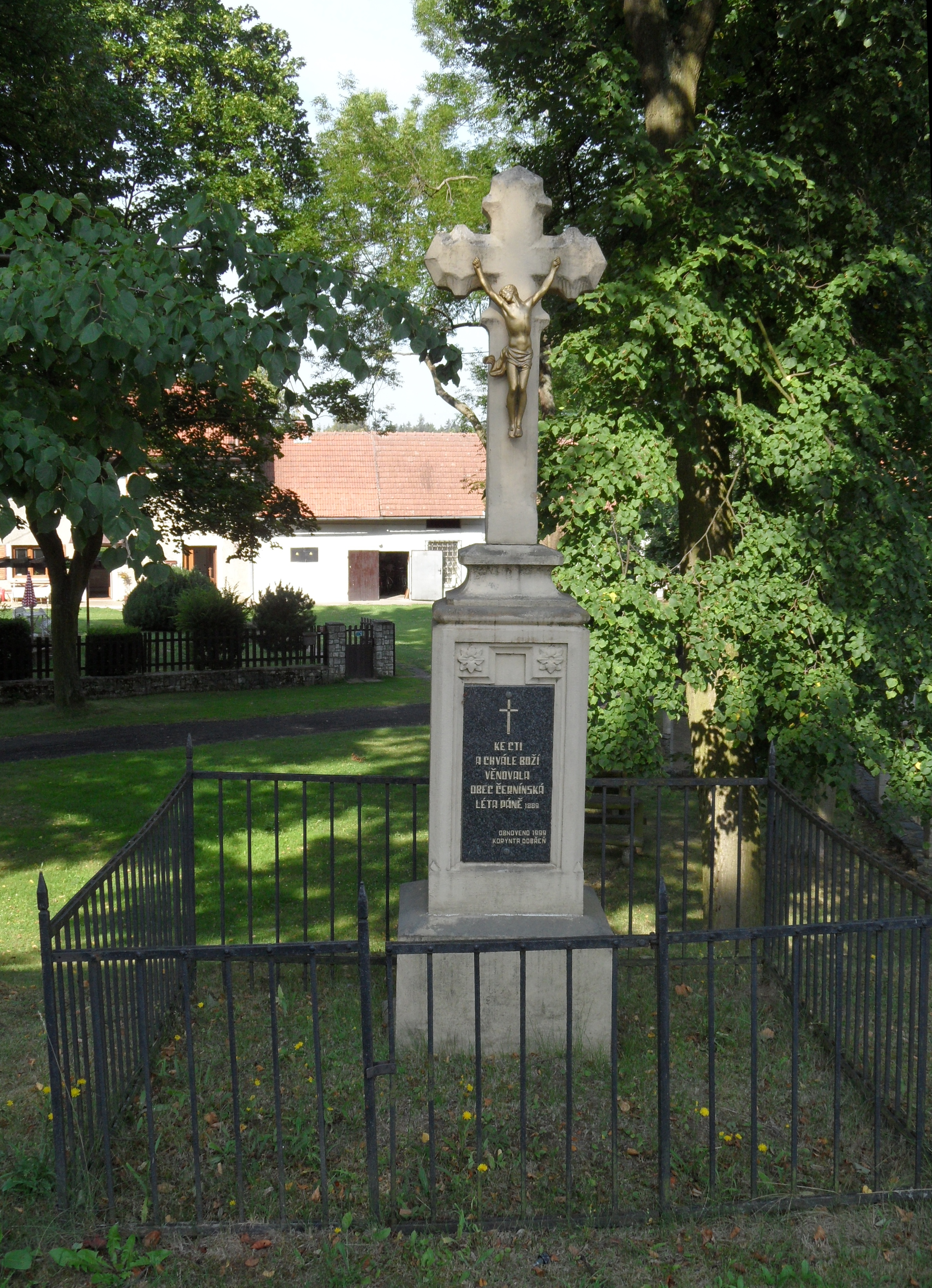
Křížek
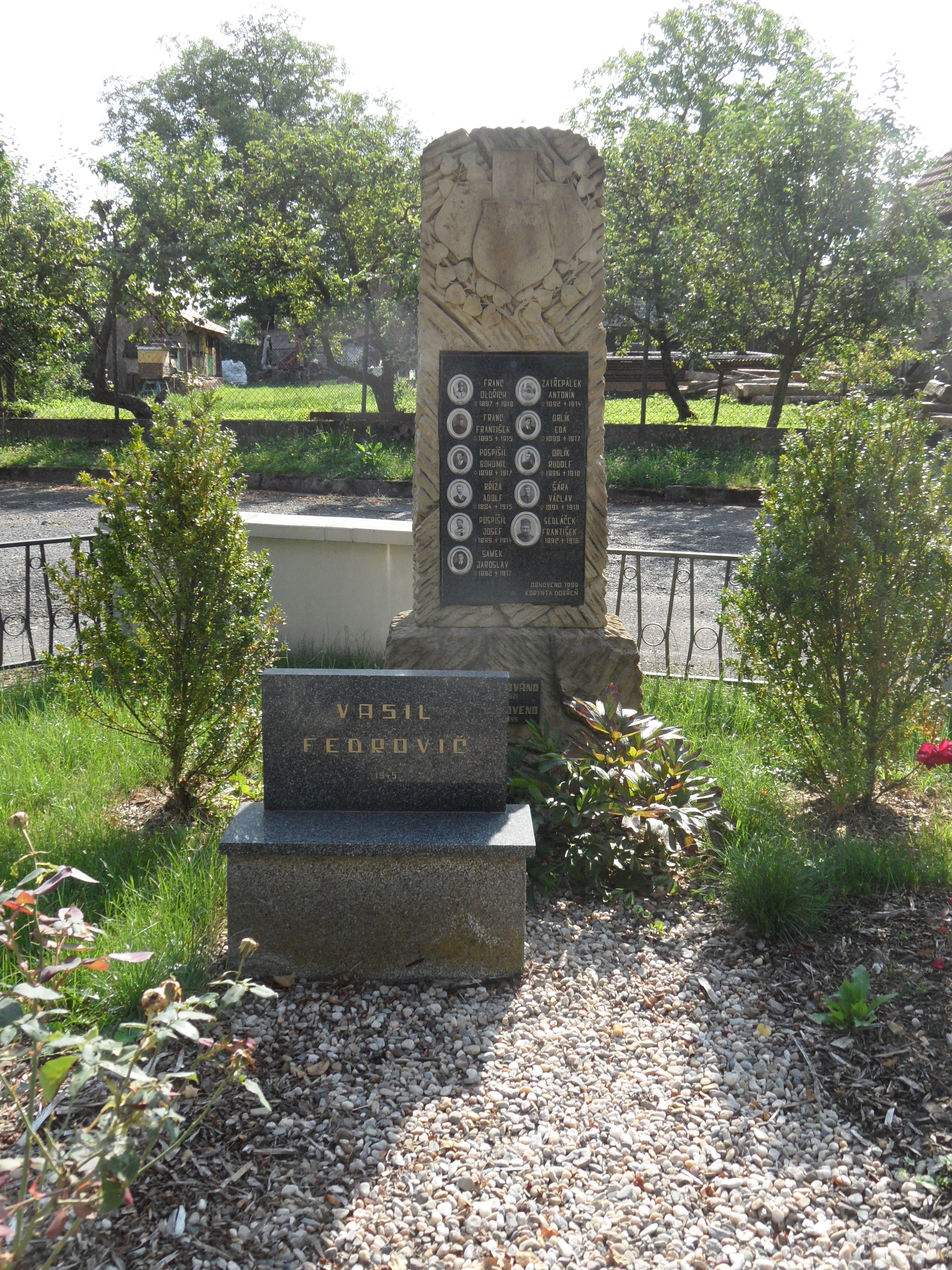
Památník obětem 1. a 2. světové války